# Graham Coxon
Pour l’article homonyme, voir Coxon.
Graham Coxon, né le 12 mars 1969 en Allemagne de l'Ouest, près de Hanovre, est surtout connu comme étant le guitariste de Blur dans la période de 1988 à 2002, année où il quitte le groupe, qu'il réintègre en 2009. Il entame dès 1998 une carrière solo. Il fait également partie du supergroupe The Jaded Hearts Club depuis 2018.

## Biographie
Fils de militaire, né dans un hôpital militaire de Rinteln, il est souvent amené à déménager. Après avoir passé près de 6 ans en Allemagne, il part vivre chez son grand-père à Derby en Angleterre, alors que son père occupe un poste en Irlande du Nord. C'est à la fin des années 1970 que les Coxon s'installent définitivement à Colchester. C'est en allant à la Stanway School qu'il fait la rencontre de Damon Albarn, tous deux alors âgés d'une quinzaine d'années. Ils deviennent vite très amis.
Ensuite, il part à Londres étudier au Goldsmiths College pendant deux ans et y rencontre Alex James, qui lui-même avait rencontré Dave Rowntree.

### Blur
En 1988, Albarn et Coxon décident de monter un groupe : Seymour. James et Rowntree sont recrutés au sein du groupe, qui commence à composer quelques morceaux. En décembre 1989, le groupe répète She's so high pour la première fois, puis signe peu de temps après chez Food Records. Seymour devient alors Blur. 
Jusqu'en 2002, Coxon est en poste à la guitare et au chœurs, mais il lui arrive aussi de chanter, par exemple sur les morceaux Coffee + TV et Tender. Ses inspirations lo-fi et rock alternatif ont fortement influencé le style musical du groupe à la fin des années 1990. Malheureusement, peu de temps avant l'enregistrement de Think Tank, il claque la porte au nez de ses trois compères à cause d'une dispute au sujet de sa dépendance à l'alcool.  
En 2006, il confie dans une interview que sa vie est devenue calme depuis qu'il a renoncé à l'alcool, que ses priorités ont changé depuis qu'il a une fille. Il déclare aussi que les membres du groupe ne voulaient pas de lui pour l'enregistrement de Think Tank, ce qui l'a décidé à quitter Blur. Sa seule contribution sur Think Tank, est une chanson nommée Battery in your leg, qui est le morceau clôturant l'album. 
Damon Albarn a souvent déclaré que « la porte est toujours ouverte à Graham » pour un retour au sein du groupe. En 2004, des rumeurs courent sur le fait que Coxon va réintégrer Blur, mais l'intéressé et les autres membres démentent. Albarn, Coxon, James et Rowntree continuent à se voir, mais en dehors de Blur, chacun ayant ses projets de leur côtés et Coxon ne voulant pas encore rejoindre le groupe.
Fin 2008, Coxon et Albarn annoncent, par l'intermédiaire de l'hebdomadaire britannique NME, le retour imminent de Blur ainsi qu'une série de concerts courant 2009. Le 11 mai 2009, Graham Coxon sort l'album solo The Spinning Top produit par Stephen Street.
Blur réapparait en public avec Graham le 13 juin 2009 au East Anglian Railway Museum de Colchester, l'endroit même de leur première représentation 20 ans plus tôt, alors qu'il n'était que Seymour.
En parallèle, Coxon participe à la réalisation du premier album solo de Peter Doherty, Grace/Wastelands (sur lequel il assure la guitare pour chaque morceau, excepté un), et accompagne ce dernier lors de sa tournée. 
Début 2012, Graham Coxon annonce la sortie de son nouvel album A+E pour le 2 avril 2012. Le 19 février 2012, le guitariste joue en live le titre Under the Westway avec Damon Albarn. En 2017, on peut entendre sur le morceau We Got the Power, du cinquième album de Gorillaz, le projet parallèle de Damon Albarn, des chœurs incluant Coxon. 
Début 2018, il compose la bande originale de la série britannique produite par Netflix The End of the F***ing World. Il en découle le 29 mars 2018 un disque mélangeant titres chantés et titres instrumentaux. 16 morceaux pour illustrer les 8 épisodes de 25 minutes dans lesquels la musique a une place centrale.
Le 3 février 2023 sortira le premier album de The Waeve nouveau groupe formé avec sa compagne : Rose Elinor Dougal . Le disque comprendra 10 morceaux.

### Formation musicale
Son apprentissage semble avoir démarré dès l'âge de 6 ans avec un fifre, puis dès lors plus sérieusement avec la batterie et le saxophone. Il reçoit sa première guitare à l'âge de douze ans, alors qu'il arrive rapidement à y jouer Aunties & Uncles, le morceau de son groupe préféré, les Jam.

### Influences
Ses premières idoles semblent avoir été les Jam. En 2007, il réalise son rêve, en réalisant This Old Town avec Paul Weller, l'ancien leader de The Jam, trois titres coécrits et coproduits.
Avec les Beatles, il s'est également passionné pour le groupe le plus influent des années 1980 : les Smiths. Il suit de près l'actualité musicale de l'époque et compte parmi ses biens les plus précieux un nœud coulant lancé au public par Morrissey lors d'un concert des Smiths.
Aujourd'hui les influences musicales Coxoniennes semblent s'être tournées vers le Lo-Fi, l'Underground Americain, tel que l'on peut l'entendre dans son deuxième album solo, The Golden D. Son amour premier pour le saxophone lui fait néanmoins garder une affection particulière pour le jazz.

### Situation familiale
Il habite à Camden Town à Londres, un quartier dont il dit s'inspirer pour l'écriture des textes de nombre de ses chansons. Sa fille, Pepper Bäck Troy, est née au début de l'année 2000, de son union avec une Suédoise, Anna.
Il partage aujourd'hui sa vie avec Rose Elinor Dougall chanteuse du groupe The Pipettes avec qui il a formé le groupe The Waeve .

### Discographie

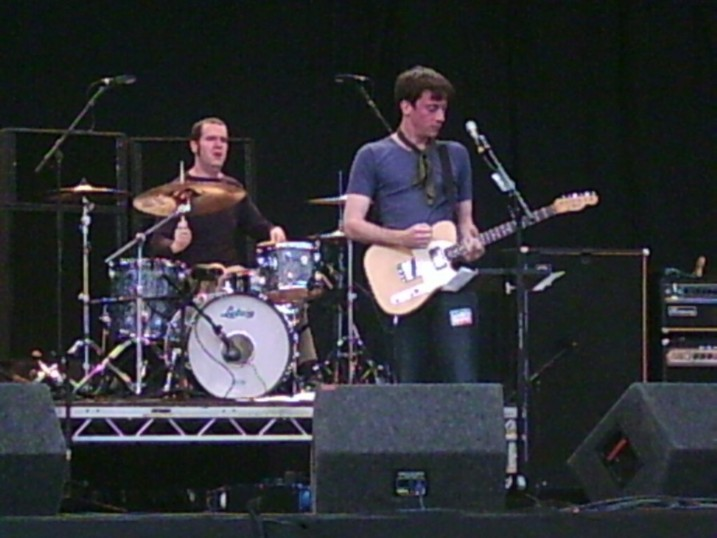
En concert en Angleterre, 2005

#### Albums Solo
- The Sky Is Too High (1998)
- The Golden D (2000)
- Crow Sit on Blood Tree (2001)
- The Kiss of Morning (2002)
- Happiness in Magazines (2004)
- Love Travels at Illegal Speeds (2006)
- The Spinning Top (2009)
- A+E (2012)
- Bande originale de la saison 1 de la série The End of the F***ing World (2018)
- Bande originale de la saison 2 de la série The End of the F***ing World (2019)
- I Am Not Okay with This (as Bloodwitch)  (Original Songs And Score) (2020)
- Superstate (2021)

#### Singles Solo
- Oochy Woochy (2000)
- Thank God For The Rain / You Will Never Be (2001)
- Escape Song / Mountain Of Regret (2002)
- Freakin' Out (2004)
- Bittersweet Bundle Of Misery (2004)
- Spectacular (2004)
- Freakin' Out / All Over Me (2004)
- Standing On My Own Again (2006)
- You & I (2006)
- I Can't Look At Your Skin / What's He Got? (2006)
- What Ya Gonna Do Now? / Bloody Annoying (2006)
- This Old Town (2007)
- In The Morning (2009)
- Sorrow's Army (2009)
- Dead Bees / Brave The Storm (2009)
- What'll It Take (2012)
- Ooh, Yeh Yeh / Seven Naked Valleys (2012)
- Falling (2017)

#### Dvds
- Live At The Zodiac (2005)

#### Live Albums
- Live At The Zodiac (2004)
- Burnt To Bitz : At The Astoria (2006)